# Jan Salm
Jan Witold Salm (ur. 1958) – doktor habilitowany, inżynier architekt, profesor nadzwyczajny w Zakładzie Historii Architektury, Rewitalizacji i Konserwacji Zabytków Instytutu Architektury i Urbanistyki Politechniki Łódzkiej. Wykładowca w Instytucie Zabytkoznawstwa i Konserwatorstwa Uniwersytetu Mikołaja Kopernika w Toruniu. Zajmuje się historią architektury oraz problematyką badań i ochrony zabytkowych ośrodków miejskich. Autor i współautor około 60 publikacji naukowych i popularnonaukowych. Specjalista w dziedzinie budownictwa i architektury obronnej i rezydencjonalnej na ziemiach polskich w okresie średniowiecza i nowożytności.

## Wybrane publikacje
- Odbudowa miast wschodniopruskich po I wojnie światowej, Stowarzyszenie Wspólnota Kulturowa "Borussia", 2006
- Leksykon zamków w Polsce, Warszawa, Arkady, 2004, 2012, ISBN 978-83-213-4158-3 (także: Leszek Kajzer, Stanisław Kołodziejski)
- Kurt Frick i inni, czyli zapomniana architektura Prus Wschodnich, [w:] Borussia 24 (1), 2001, s.89 - 100
- Ostpreußische Städte im Ersten Weltkrieg. Wiederaufbau und Neuerfindung, Oldenbourg Verlag, 2012
- Łódź - przewodnik, 1992
- Przemiany przestrzenne pruskiego Torunia (1815-1914), [w:] Historia Torunia, pod redakcją Mariana Biskupa, T. III, 2003
- Zabytki Uniejowa. Urbanistyka i architektura, [w:] Uniejów. Dzieje miasta, 1995, s. 423 - 454